# Szymon Działakiewicz
Szymon Działakiewicz, (ur. 17 lutego 2000) – polski piłkarz ręczny, prawy rozgrywający, od sezonu 2023/24 zawodnik węgierskiej drużyny Pick Szeged.